# Eleições legislativas portuguesas de 1999 no distrito de Lisboa
| Eleições legislativas portuguesas de 1999 Distritos: Aveiro \| Beja \| Braga \| Bragança \| Castelo Branco \| Coimbra \| Évora \| Faro \| Guarda \| Leiria \| Lisboa \| Portalegre \| Porto \| Santarém \| Setúbal \| Viana do Castelo \| Vila Real \| Viseu \| Açores \| Madeira \| Estrangeiro |

## Resultados por Concelho
Os resultados nos concelhos do Distrito de Lisboa foram os seguintes:

### Alenquer
| Partido                 | Partido                        | Votos  | %               | +/-  |
| ----------------------- | ------------------------------ | ------ | --------------- | ---- |
|                         | Partido Socialista             | 9 579  | 50,47 / 100,00  | 0,72 |
|                         | Partido Social Democrata       | 4 170  | 21,97 / 100,00  | 1,75 |
|                         | Coligação Democrática Unitária | 2 872  | 15,13 / 100,00  | 0,96 |
|                         | Partido Popular                | 1 173  | 6,18 / 100,00   | 0,77 |
|                         | Bloco de Esquerda              | 343    | 1,81 / 100,00   | Novo |
|                         | PCTP/MRPP                      | 201    | 1,06 / 100,00   | 0,16 |
|                         | Outros                         | 268    | 1,42 / 100,00   |      |
| Votos Inválidos         | Votos Inválidos                | 373    | 1,96 / 100,00   | 0,01 |
| Total                   | Total                          | 18 979 | 100,00 / 100,00 |      |
| Eleitorado/Participação | Eleitorado/Participação        | 30 159 | 62,93 / 100,00  | 7,10 |

| Freguesia                 | %     | %     | %     | %     | %    | %    | Votantes |
| Freguesia                 | PS    | PSD   | CDU   | PP    | BE   | PCTP | Votantes |
| ------------------------- | ----- | ----- | ----- | ----- | ---- | ---- | -------- |
| Abrigada                  | 46,08 | 18,54 | 25,33 | 4,47  | 1,60 | 1,05 | 1 812    |
| Aldeia Galega da Merceana | 50,85 | 20,85 | 18,30 | 5,57  | 0,47 | 1,32 | 1 060    |
| Aldeia Gavinha            | 51,27 | 21,29 | 12,44 | 6,60  | 1,05 | 1,65 | 667      |
| Alenquer (Santo Estêvão)  | 49,36 | 19,47 | 15,69 | 8,39  | 2,95 | 1,16 | 2 409    |
| Alenquer (Triana)         | 45,60 | 21,30 | 19,45 | 6,38  | 2,90 | 1,16 | 1 897    |
| Cabanas de Torres         | 62,89 | 19,41 | 6,68  | 5,59  | 0,47 | 1,24 | 644      |
| Cadafais                  | 52,78 | 17,20 | 17,86 | 5,42  | 2,12 | 1,72 | 756      |
| Carnota                   | 53,91 | 18,69 | 14,16 | 6,57  | 1,59 | 1,59 | 883      |
| Carregado                 | 47,59 | 23,19 | 14,28 | 7,81  | 3,22 | 0,67 | 2 984    |
| Meca                      | 54,24 | 21,95 | 17,39 | 2,59  | 0,31 | 1,04 | 966      |
| Olhalvo                   | 46,39 | 29,57 | 13,48 | 4,96  | 0,57 | 1,30 | 1 231    |
| Ota                       | 44,06 | 25,52 | 14,42 | 10,78 | 0,63 | 1,11 | 631      |
| Pereiro de Palhacana      | 58,51 | 13,00 | 19,50 | 4,02  | 0,62 | 0,62 | 323      |
| Ribafria                  | 58,77 | 22,52 | 11,26 | 3,31  | 0,83 | 0,99 | 604      |
| Ventosa                   | 55,10 | 27,99 | 5,54  | 5,54  | 0,95 | 0,61 | 1 479    |
| Vila Verde dos Francos    | 59,56 | 24,80 | 3,48  | 4,58  | 1,90 | 0,32 | 633      |
| Alenquer                  | 50,47 | 21,97 | 15,13 | 6,18  | 1,81 | 1,06 | 18 979   |

### Amadora
| Partido                 | Partido                        | Votos   | %               | +/-  |
| ----------------------- | ------------------------------ | ------- | --------------- | ---- |
|                         | Partido Socialista             | 41 641  | 44,11 / 100,00  | 2,27 |
|                         | Partido Social Democrata       | 22 462  | 23,90 / 100,00  | 0,95 |
|                         | Coligação Democrática Unitária | 14 831  | 15,78 / 100,00  | 0,28 |
|                         | Partido Popular                | 6 611   | 7,03 / 100,00   | 0,97 |
|                         | Bloco de Esquerda              | 4 512   | 4,80 / 100,00   | Novo |
|                         | Outros                         | 2 118   | 2,25 / 100,00   |      |
| Votos Inválidos         | Votos Inválidos                | 1 996   | 2,12 / 100,00   | 0,38 |
| Total                   | Total                          | 93 991  | 100,00 / 100,00 |      |
| Eleitorado/Participação | Eleitorado/Participação        | 151 665 | 61,97 / 100,00  | 5,70 |

| Freguesia  | %     | %     | %     | %     | %    | Votantes |
| Freguesia  | PS    | PSD   | CDU   | PP    | BE   | Votantes |
| ---------- | ----- | ----- | ----- | ----- | ---- | -------- |
| Alfornelos | 42,43 | 26,18 | 10,82 | 8,84  | 6,96 | 5 416    |
| Alfragide  | 33,33 | 35,42 | 8,24  | 11,19 | 7,71 | 3 825    |
| Brandoa    | 49,12 | 17,85 | 20,53 | 5,42  | 2,47 | 8 655    |
| Buraca     | 46,11 | 21,42 | 15,71 | 6,44  | 4,45 | 7 331    |
| Damaia     | 45,91 | 23,11 | 15,97 | 5,97  | 4,94 | 12 838   |
| Falagueira | 46,29 | 19,03 | 22,00 | 5,16  | 3,64 | 8 792    |
| Mina       | 43,76 | 24,17 | 16,35 | 6,98  | 4,31 | 11 159   |
| Reboleira  | 40,33 | 27,20 | 13,41 | 9,06  | 6,01 | 8 830    |
| São Brás   | 44,82 | 25,74 | 12,78 | 7,46  | 4,59 | 7 925    |
| Venda Nova | 45,83 | 21,28 | 16,72 | 6,96  | 4,53 | 6 338    |
| Venteira   | 41,86 | 26,75 | 15,02 | 7,23  | 5,30 | 12 882   |
| Amadora    | 44,11 | 23,90 | 15,78 | 7,03  | 4,80 | 93 991   |

### Arruda dos Vinhos
| Partido                 | Partido                        | Votos | %               | +/-  |
| ----------------------- | ------------------------------ | ----- | --------------- | ---- |
|                         | Partido Socialista             | 2 417 | 49,98 / 100,00  | 1,34 |
|                         | Partido Social Democrata       | 1 309 | 27,07 / 100,00  | 0,38 |
|                         | Coligação Democrática Unitária | 538   | 11,12 / 100,00  | 0,15 |
|                         | Partido Popular                | 275   | 5,69 / 100,00   | 2,53 |
|                         | Bloco de Esquerda              | 93    | 1,92 / 100,00   | Novo |
|                         | Outros                         | 104   | 2,16 / 100,00   |      |
| Votos Inválidos         | Votos Inválidos                | 100   | 2,07 / 100,00   | 0,03 |
| Total                   | Total                          | 4 836 | 100,00 / 100,00 |      |
| Eleitorado/Participação | Eleitorado/Participação        | 8 031 | 60,22 / 100,00  | 5,84 |

| Freguesia           | %     | %     | %     | %    | %    | Votantes |
| Freguesia           | PS    | PSD   | CDU   | PP   | BE   | Votantes |
| ------------------- | ----- | ----- | ----- | ---- | ---- | -------- |
| Arranhó             | 50,04 | 32,50 | 7,67  | 5,09 | 1,02 | 1 277    |
| Arruda dos Vinhos   | 48,68 | 26,22 | 12,02 | 6,10 | 2,61 | 2 605    |
| Cardosas            | 41,44 | 26,24 | 19,34 | 6,08 | 1,38 | 362      |
| Santiago dos Velhos | 60,81 | 19,59 | 9,63  | 4,90 | 1,18 | 592      |
| Arruda dos Vinhos   | 49,98 | 27,07 | 11,12 | 5,69 | 1,92 | 4 836    |

### Azambuja
| Partido                 | Partido                        | Votos  | %               | +/-  |
| ----------------------- | ------------------------------ | ------ | --------------- | ---- |
|                         | Partido Socialista             | 5 304  | 51,05 / 100,00  | 1,45 |
|                         | Partido Social Democrata       | 2 033  | 19,57 / 100,00  | 0,08 |
|                         | Coligação Democrática Unitária | 1 690  | 16,27 / 100,00  | 2,05 |
|                         | Partido Popular                | 579    | 5,57 / 100,00   | 1,79 |
|                         | Bloco de Esquerda              | 276    | 2,66 / 100,00   | Novo |
|                         | PCTP/MRPP                      | 131    | 1,26 / 100,00   | 0,03 |
|                         | Outros                         | 147    | 1,42 / 100,00   |      |
| Votos Inválidos         | Votos Inválidos                | 229    | 2,20 / 100,00   | 0,03 |
| Total                   | Total                          | 10 389 | 100,00 / 100,00 |      |
| Eleitorado/Participação | Eleitorado/Participação        | 16 799 | 61,84 / 100,00  | 6,86 |

| Freguesia              | %     | %     | %     | %    | %    | %    | Votantes |
| Freguesia              | PS    | PSD   | CDU   | PP   | BE   | PCTP | Votantes |
| ---------------------- | ----- | ----- | ----- | ---- | ---- | ---- | -------- |
| Alcoentre              | 56,25 | 22,37 | 8,93  | 5,36 | 2,09 | 1,05 | 1 623    |
| Aveiras de Baixo       | 49,30 | 18,31 | 18,44 | 7,43 | 1,79 | 0,90 | 781      |
| Aveiras de Cima        | 53,32 | 16,15 | 15,99 | 4,98 | 3,69 | 1,97 | 1 926    |
| Azambuja               | 47,71 | 20,98 | 16,31 | 7,17 | 3,22 | 0,97 | 3 293    |
| Maçussa                | 41,88 | 24,68 | 23,38 | 3,25 | 1,95 | 1,30 | 308      |
| Manique do Intendente  | 49,77 | 19,77 | 21,95 | 2,53 | 1,72 | 1,15 | 870      |
| Vale do Paraíso        | 55,66 | 17,22 | 16,43 | 2,71 | 2,55 | 1,59 | 627      |
| Vila Nova da Rainha    | 57,67 | 16,85 | 15,77 | 4,97 | 1,94 | 0,65 | 463      |
| Vila Nova de São Pedro | 46,18 | 18,27 | 23,49 | 6,02 | 1,00 | 2,01 | 498      |
| Azambuja               | 51,05 | 19,57 | 16,27 | 5,57 | 2,66 | 1,26 | 10 389   |

### Cadaval
| Partido                 | Partido                        | Votos  | %               | +/-   |
| ----------------------- | ------------------------------ | ------ | --------------- | ----- |
|                         | Partido Socialista             | 3 182  | 48,23 / 100,00  | 3,07  |
|                         | Partido Social Democrata       | 2 305  | 34,93 / 100,00  | 3,96  |
|                         | Partido Popular                | 491    | 7,44 / 100,00   | 1,15  |
|                         | Coligação Democrática Unitária | 274    | 4,15 / 100,00   | 1,36  |
|                         | Bloco de Esquerda              | 71     | 1,08 / 100,00   | Novo  |
|                         | Outros                         | 127    | 1,92 / 100,00   |       |
| Votos Inválidos         | Votos Inválidos                | 148    | 2,24 / 100,00   | 0,36  |
| Total                   | Total                          | 6 598  | 100,00 / 100,00 |       |
| Eleitorado/Participação | Eleitorado/Participação        | 11 983 | 55,06 / 100,00  | 12,01 |

| Freguesia  | %     | %     | %     | %    | %    | Votantes |
| Freguesia  | PS    | PSD   | PP    | CDU  | BE   | Votantes |
| ---------- | ----- | ----- | ----- | ---- | ---- | -------- |
| Alguber    | 56,51 | 27,52 | 6,09  | 5,88 | 0,63 | 476      |
| Cadaval    | 40,76 | 37,30 | 10,21 | 5,77 | 2,22 | 1 126    |
| Cercal     | 58,11 | 24,19 | 5,90  | 5,31 | 1,47 | 339      |
| Figueiros  | 46,12 | 44,61 | 3,76  | 1,75 | 1,25 | 399      |
| Lamas      | 55,23 | 30,40 | 5,91  | 3,37 | 0,65 | 1 691    |
| Painho     | 47,52 | 32,11 | 7,64  | 5,52 | 0,71 | 707      |
| Peral      | 39,54 | 41,07 | 6,33  | 6,91 | 1,73 | 521      |
| Pero Moniz | 43,77 | 34,95 | 13,37 | 2,74 | 0,91 | 329      |
| Vermelha   | 44,39 | 41,95 | 8,29  | 1,83 | 0,61 | 820      |
| Vilar      | 46,84 | 42,11 | 6,84  | 0    | 0    | 190      |
| Cadaval    | 48,23 | 34,93 | 7,44  | 4,15 | 1,08 | 6 598    |

### Cascais
| Partido                 | Partido                        | Votos   | %               | +/-  |
| ----------------------- | ------------------------------ | ------- | --------------- | ---- |
|                         | Partido Socialista             | 32 881  | 37,82 / 100,00  | 0,70 |
|                         | Partido Social Democrata       | 28 160  | 32,39 / 100,00  | 2,57 |
|                         | Partido Popular                | 10 115  | 11,63 / 100,00  | 0,90 |
|                         | Coligação Democrática Unitária | 7 711   | 8,87 / 100,00   | 0,03 |
|                         | Bloco de Esquerda              | 4 246   | 4,88 / 100,00   | Novo |
|                         | Outros                         | 1 967   | 2,26 / 100,00   |      |
| Votos Inválidos         | Votos Inválidos                | 1 864   | 2,15 / 100,00   | 0,35 |
| Total                   | Total                          | 86 944  | 100,00 / 100,00 |      |
| Eleitorado/Participação | Eleitorado/Participação        | 145 407 | 59,79 / 100,00  | 6,72 |

| Freguesia            | %     | %     | %     | %     | %    | Votantes |
| Freguesia            | PS    | PSD   | PP    | CDU   | BE   | Votantes |
| -------------------- | ----- | ----- | ----- | ----- | ---- | -------- |
| Alcabideche          | 44,34 | 29,33 | 9,30  | 9,32  | 3,06 | 14 823   |
| Carcavelos           | 35,01 | 33,90 | 11,42 | 8,33  | 7,38 | 10 711   |
| Cascais              | 32,33 | 37,35 | 15,95 | 5,94  | 4,10 | 17 097   |
| Estoril              | 31,57 | 35,98 | 15,10 | 6,43  | 6,25 | 13 822   |
| Parede               | 33,84 | 36,01 | 11,78 | 8,01  | 6,45 | 11 390   |
| São Domingos de Rana | 46,15 | 24,71 | 7,11  | 13,72 | 3,68 | 19 091   |
| Cascais              | 37,82 | 32,39 | 11,63 | 8,87  | 4,88 | 86 944   |

### Lisboa
| Partido                 | Partido                        | Votos   | %               | +/-  |
| ----------------------- | ------------------------------ | ------- | --------------- | ---- |
|                         | Partido Socialista             | 143 679 | 39,82 / 100,00  | 2,62 |
|                         | Partido Social Democrata       | 105 184 | 29,15 / 100,00  | 1,53 |
|                         | Coligação Democrática Unitária | 37 797  | 10,48 / 100,00  | 0,08 |
|                         | Partido Popular                | 36 709  | 10,17 / 100,00  | 0,42 |
|                         | Bloco de Esquerda              | 21 631  | 6,00 / 100,00   | Novo |
|                         | Outros                         | 8 384   | 2,33 / 100,00   |      |
| Votos Inválidos         | Votos Inválidos                | 7 398   | 2,05 / 100,00   | 0,25 |
| Total                   | Total                          | 360 782 | 100,00 / 100,00 |      |
| Eleitorado/Participação | Eleitorado/Participação        | 596 007 | 60,53 / 100,00  | 3,49 |

| Freguesia                    | %     | %     | %     | %     | %     | Votantes |
| Freguesia                    | PS    | PSD   | CDU   | PP    | BE    | Votantes |
| ---------------------------- | ----- | ----- | ----- | ----- | ----- | -------- |
| Ajuda                        | 46,12 | 21,00 | 17,96 | 5,93  | 4,59  | 11 807   |
| Alcântara                    | 40,14 | 25,00 | 16,13 | 8,36  | 6,15  | 10 648   |
| Alto do Pina                 | 32,90 | 38,88 | 6,37  | 11,09 | 5,68  | 6 422    |
| Alvalade                     | 28,31 | 39,17 | 5,98  | 15,31 | 7,62  | 7 219    |
| Ameixoeira                   | 45,19 | 25,65 | 11,72 | 7,68  | 5,64  | 5 785    |
| Anjos                        | 36,37 | 34,13 | 8,59  | 10,37 | 5,82  | 6 807    |
| Beato                        | 43,29 | 24,43 | 15,39 | 7,77  | 4,27  | 9 173    |
| Benfica                      | 39,05 | 30,17 | 10,35 | 9,43  | 7,30  | 26 961   |
| Campo Grande                 | 37,88 | 31,24 | 9,71  | 10,82 | 6,29  | 6 869    |
| Campolide                    | 42,98 | 26,55 | 11,61 | 8,96  | 5,19  | 10 163   |
| Carnide                      | 44,99 | 24,85 | 9,92  | 8,38  | 6,68  | 8 618    |
| Castelo                      | 48,64 | 13,65 | 23,82 | 5,46  | 3,97  | 403      |
| Charneca                     | 47,99 | 24,89 | 13,17 | 6,52  | 1,94  | 3 865    |
| Coração de Jesus             | 36,56 | 32,76 | 8,20  | 11,82 | 6,32  | 3 181    |
| Encarnação                   | 42,82 | 26,16 | 11,84 | 8,56  | 5,99  | 2 137    |
| Graça                        | 43,08 | 27,23 | 11,21 | 8,06  | 5,94  | 4 712    |
| Lapa                         | 30,75 | 34,44 | 7,07  | 16,88 | 5,85  | 6 410    |
| Lumiar                       | 39,27 | 30,50 | 7,68  | 10,18 | 7,83  | 18 927   |
| Madalena                     | 40,98 | 22,56 | 11,28 | 13,16 | 6,39  | 266      |
| Mártires                     | 32,27 | 26,36 | 9,09  | 17,73 | 10,00 | 220      |
| Marvila                      | 52,37 | 18,62 | 13,79 | 6,33  | 2,64  | 20 834   |
| Mercês                       | 42,34 | 24,75 | 12,32 | 10,19 | 5,72  | 3 394    |
| Nossa Senhora de Fátima      | 31,98 | 36,09 | 6,53  | 14,49 | 6,91  | 11 324   |
| Pena                         | 43,05 | 28,22 | 8,72  | 10,73 | 4,98  | 3 533    |
| Penha de França              | 43,55 | 29,73 | 9,49  | 8,04  | 5,60  | 9 501    |
| Prazeres                     | 39,81 | 25,71 | 13,52 | 11,61 | 5,17  | 5 127    |
| Sacramento                   | 36,50 | 29,13 | 13,26 | 9,17  | 5,56  | 611      |
| Santa Catarina               | 45,12 | 25,82 | 9,58  | 8,23  | 6,16  | 2 808    |
| Santa Engrácia               | 44,19 | 27,64 | 10,42 | 8,40  | 4,71  | 3 820    |
| Santa Isabel                 | 34,87 | 32,55 | 9,16  | 12,61 | 6,36  | 4 924    |
| Santa Justa                  | 48,70 | 24,16 | 8,55  | 10,59 | 2,97  | 538      |
| Santa Maria de Belém         | 39,10 | 28,46 | 9,96  | 12,46 | 6,32  | 6 659    |
| Santa Maria dos Olivais      | 46,02 | 24,80 | 11,84 | 7,85  | 5,14  | 30 404   |
| Santiago                     | 42,32 | 24,06 | 15,65 | 9,71  | 5,07  | 690      |
| Santo Condestável            | 39,28 | 27,73 | 11,68 | 10,32 | 6,70  | 11 987   |
| Santo Estêvão                | 46,50 | 19,35 | 20,02 | 6,08  | 3,62  | 1 628    |
| Santos-o-Velho               | 43,30 | 22,71 | 12,24 | 13,05 | 5,08  | 3 210    |
| São Cristóvão e São Lourenço | 46,38 | 24,15 | 11,50 | 10,14 | 3,57  | 1 035    |
| São Domingos de Benfica      | 34,44 | 33,74 | 8,17  | 10,88 | 8,68  | 20 455   |
| São Francisco Xavier         | 26,58 | 37,50 | 6,39  | 17,70 | 7,78  | 5 181    |
| São João                     | 43,92 | 27,76 | 11,11 | 7,95  | 4,89  | 11 363   |
| São João de Brito            | 28,58 | 40,25 | 6,51  | 14,45 | 6,40  | 9 600    |
| São João de Deus             | 26,92 | 38,93 | 5,63  | 16,42 | 7,31  | 8 300    |
| São Jorge de Arroios         | 34,33 | 35,38 | 8,57  | 11,34 | 6,65  | 12 333   |
| São José                     | 41,00 | 27,97 | 11,14 | 9,88  | 5,34  | 2 227    |
| São Mamede                   | 31,24 | 35,23 | 6,41  | 15,00 | 7,60  | 3 934    |
| São Miguel                   | 49,53 | 16,48 | 21,24 | 4,84  | 2,46  | 1 177    |
| São Nicolau                  | 39,95 | 28,32 | 9,10  | 11,38 | 5,44  | 791      |
| São Paulo                    | 45,10 | 23,28 | 13,29 | 8,71  | 4,67  | 2 204    |
| São Sebastião da Pedreira    | 26,61 | 36,15 | 5,01  | 20,58 | 7,90  | 4 810    |
| São Vicente de Fora          | 46,62 | 22,57 | 14,59 | 7,05  | 4,74  | 2 782    |
| Sé                           | 40,44 | 28,23 | 13,36 | 9,22  | 5,07  | 868      |
| Socorro                      | 46,23 | 25,50 | 12,35 | 6,74  | 3,88  | 2 137    |
| Lisboa                       | 39,82 | 29,15 | 10,48 | 10,17 | 6,00  | 360 782  |

### Loures
| Partido                 | Partido                        | Votos   | %               | +/-  |
| ----------------------- | ------------------------------ | ------- | --------------- | ---- |
|                         | Partido Socialista             | 47 614  | 45,48 / 100,00  | 1,56 |
|                         | Partido Social Democrata       | 23 225  | 22,18 / 100,00  | 2,99 |
|                         | Coligação Democrática Unitária | 17 928  | 17,12 / 100,00  | 2,13 |
|                         | Partido Popular                | 6 761   | 6,46 / 100,00   | 1,08 |
|                         | Bloco de Esquerda              | 4 244   | 4,05 / 100,00   | Novo |
|                         | PCTP/MRPP                      | 1 073   | 1,02 / 100,00   | 0,17 |
|                         | Outros                         | 1 414   | 1,35 / 100,00   |      |
| Votos Inválidos         | Votos Inválidos                | 2 444   | 2,34 / 100,00   | 0,45 |
| Total                   | Total                          | 104 703 | 100,00 / 100,00 |      |
| Eleitorado/Participação | Eleitorado/Participação        | 160 293 | 65,32 / 100,00  | 5,35 |

| Freguesia                    | %     | %     | %     | %     | %    | %    | Votantes |
| Freguesia                    | PS    | PSD   | CDU   | PP    | BE   | PCTP | Votantes |
| ---------------------------- | ----- | ----- | ----- | ----- | ---- | ---- | -------- |
| Apelação                     | 48,35 | 15,17 | 22,39 | 6,35  | 2,79 | 1,42 | 2 188    |
| Bobadela                     | 52,00 | 18,08 | 16,40 | 5,29  | 4,24 | 0,83 | 5 404    |
| Bucelas                      | 51,56 | 12,72 | 21,99 | 5,91  | 1,94 | 1,54 | 2 469    |
| Camarate                     | 46,22 | 20,78 | 18,31 | 7,01  | 2,45 | 1,41 | 9 930    |
| Fanhões                      | 46,29 | 20,87 | 20,59 | 5,46  | 2,59 | 0,91 | 1 428    |
| Frielas                      | 51,10 | 22,66 | 15,14 | 4,05  | 1,97 | 0,69 | 865      |
| Loures                       | 43,99 | 27,31 | 13,12 | 7,06  | 4,00 | 0,78 | 12 810   |
| Lousa                        | 46,71 | 22,68 | 15,24 | 7,87  | 1,84 | 1,72 | 1 627    |
| Moscavide                    | 51,81 | 19,54 | 16,28 | 4,69  | 3,65 | 1,11 | 8 384    |
| Portela                      | 31,84 | 38,92 | 5,73  | 11,16 | 7,85 | 0,39 | 9 589    |
| Prior Velho                  | 46,32 | 16,20 | 22,71 | 5,94  | 3,46 | 1,54 | 2 660    |
| Sacavém                      | 44,85 | 18,39 | 23,15 | 4,59  | 4,61 | 1,15 | 9 375    |
| Santa Iria de Azoia          | 46,11 | 15,62 | 26,27 | 4,85  | 2,87 | 0,89 | 9 168    |
| Santo Antão do Tojal         | 46,95 | 18,86 | 21,04 | 5,08  | 2,43 | 1,45 | 2 343    |
| Santo António dos Cavaleiros | 42,50 | 25,95 | 12,24 | 8,02  | 6,83 | 0,70 | 11 179   |
| São João da Talha            | 48,71 | 19,75 | 17,36 | 5,85  | 2,97 | 1,09 | 8 797    |
| São Julião do Tojal          | 46,82 | 15,49 | 26,76 | 4,23  | 2,42 | 1,13 | 1 775    |
| Unhos                        | 50,02 | 18,38 | 18,63 | 5,26  | 2,04 | 1,76 | 4 712    |
| Loures                       | 45,48 | 22,18 | 17,12 | 6,46  | 4,05 | 1,02 | 104 703  |

### Lourinhã
| Partido                 | Partido                        | Votos  | %               | +/-  |
| ----------------------- | ------------------------------ | ------ | --------------- | ---- |
|                         | Partido Social Democrata       | 5 175  | 44,32 / 100,00  | 6,47 |
|                         | Partido Socialista             | 4 268  | 36,55 / 100,00  | 3,77 |
|                         | Partido Popular                | 1 238  | 10,60 / 100,00  | 0,26 |
|                         | Coligação Democrática Unitária | 250    | 2,14 / 100,00   | 0,49 |
|                         | Bloco de Esquerda              | 216    | 1,85 / 100,00   | Novo |
|                         | Outros                         | 258    | 2,20 / 100,00   |      |
| Votos Inválidos         | Votos Inválidos                | 271    | 2,32 / 100,00   | 0,07 |
| Total                   | Total                          | 11 676 | 100,00 / 100,00 |      |
| Eleitorado/Participação | Eleitorado/Participação        | 19 164 | 60,93 / 100,00  | 5,13 |

| Freguesia                  | %     | %     | %     | %    | %    | Votantes |
| Freguesia                  | PSD   | PS    | PP    | CDU  | BE   | Votantes |
| -------------------------- | ----- | ----- | ----- | ---- | ---- | -------- |
| Atalaia                    | 39,07 | 40,36 | 13,71 | 0,65 | 0,91 | 773      |
| Lourinhã                   | 40,17 | 39,69 | 10,15 | 2,80 | 2,59 | 4 356    |
| Marteleira                 | 41,77 | 38,74 | 10,39 | 2,33 | 2,57 | 857      |
| Miragaia                   | 44,67 | 38,81 | 10,07 | 0,98 | 1,08 | 1 023    |
| Moita dos Ferreiros        | 62,96 | 23,53 | 9,37  | 0,33 | 0,76 | 918      |
| Moledo                     | 44,87 | 26,07 | 18,80 | 2,99 | 2,14 | 234      |
| Reguengo Grande            | 34,92 | 39,39 | 10,39 | 7,79 | 1,44 | 693      |
| Ribamar                    | 49,84 | 30,91 | 13,48 | 0,21 | 1,39 | 935      |
| Santa Bárbara              | 52,46 | 29,77 | 10,69 | 1,16 | 1,45 | 692      |
| São Bartolomeu dos Galegos | 43,09 | 43,64 | 6,91  | 0,73 | 0,55 | 550      |
| Vimeiro                    | 49,15 | 33,02 | 8,99  | 2,33 | 2,33 | 645      |
| Lourinhã                   | 44,32 | 36,55 | 10,60 | 2,14 | 1,85 | 11 676   |

### Mafra
| Partido                 | Partido                        | Votos  | %               | +/-  |
| ----------------------- | ------------------------------ | ------ | --------------- | ---- |
|                         | Partido Socialista             | 10 865 | 45,22 / 100,00  | 2,25 |
|                         | Partido Social Democrata       | 8 335  | 34,69 / 100,00  | 2,76 |
|                         | Partido Popular                | 1 842  | 7,67 / 100,00   | 0,89 |
|                         | Coligação Democrática Unitária | 1 293  | 5,38 / 100,00   | 0,04 |
|                         | Bloco de Esquerda              | 527    | 2,19 / 100,00   | Novo |
|                         | Outros                         | 571    | 2,37 / 100,00   |      |
| Votos Inválidos         | Votos Inválidos                | 594    | 2,47 / 100,00   | 0,05 |
| Total                   | Total                          | 24 027 | 100,00 / 100,00 |      |
| Eleitorado/Participação | Eleitorado/Participação        | 38 830 | 61,88 / 100,00  | 4,58 |

| Freguesia               | %     | %     | %     | %    | %    | Votantes |
| Freguesia               | PS    | PSD   | PP    | CDU  | BE   | Votantes |
| ----------------------- | ----- | ----- | ----- | ---- | ---- | -------- |
| Azueira                 | 59,17 | 26,21 | 4,92  | 3,87 | 0,91 | 1 423    |
| Carvoeira               | 45,27 | 32,51 | 7,41  | 6,38 | 3,50 | 486      |
| Cheleiros               | 39,74 | 46,96 | 6,41  | 2,56 | 0,48 | 624      |
| Encarnação              | 24,86 | 64,30 | 6,95  | 1,03 | 0,51 | 1 943    |
| Enxara do Bispo         | 53,59 | 28,86 | 7,58  | 3,19 | 0,53 | 752      |
| Ericeira                | 47,39 | 32,36 | 7,91  | 5,17 | 2,74 | 2 667    |
| Gradil                  | 54,05 | 27,25 | 5,18  | 6,31 | 2,25 | 444      |
| Igreja Nova             | 44,37 | 37,44 | 5,10  | 5,00 | 2,21 | 1 039    |
| Mafra                   | 48,30 | 29,59 | 7,28  | 6,81 | 3,92 | 4 876    |
| Malveira                | 38,85 | 34,66 | 12,01 | 9,05 | 1,58 | 1 956    |
| Milharado               | 51,28 | 26,95 | 7,85  | 5,28 | 1,60 | 2 063    |
| Santo Estêvão das Galés | 42,26 | 33,51 | 10,77 | 5,38 | 1,48 | 743      |
| Santo Isidoro           | 44,46 | 39,89 | 6,15  | 3,22 | 2,29 | 1 399    |
| São Miguel de Alcainça  | 39,15 | 42,37 | 8,14  | 3,56 | 2,03 | 590      |
| Sobral da Abelheira     | 58,50 | 28,50 | 6,17  | 2,00 | 0,33 | 600      |
| Venda do Pinheiro       | 41,05 | 33,20 | 8,73  | 8,24 | 2,65 | 2 039    |
| Vila Franca do Rosário  | 45,95 | 28,46 | 9,40  | 6,53 | 2,09 | 383      |
| Mafra                   | 45,22 | 34,69 | 7,67  | 5,38 | 2,19 | 24 027   |

### Odivelas
| Partido                 | Partido                        | Votos   | %               |
| ----------------------- | ------------------------------ | ------- | --------------- |
|                         | Partido Socialista             | 33 093  | 46,06 / 100,00  |
|                         | Partido Social Democrata       | 18 862  | 26,25 / 100,00  |
|                         | Coligação Democrática Unitária | 8 919   | 12,41 / 100,00  |
|                         | Partido Popular                | 4 943   | 6,88 / 100,00   |
|                         | Bloco de Esquerda              | 2 844   | 3,96 / 100,00   |
|                         | Outros                         | 1 623   | 2,25 / 100,00   |
| Votos Inválidos         | Votos Inválidos                | 1 560   | 2,17 / 100,00   |
| Total                   | Total                          | 71 844  | 100,00 / 100,00 |
| Eleitorado/Participação | Eleitorado/Participação        | 111 947 | 64,18 / 100,00  |

| Freguesia             | %     | %     | %     | %    | %    | Votantes |
| Freguesia             | PS    | PSD   | CDU   | PP   | BE   | Votantes |
| --------------------- | ----- | ----- | ----- | ---- | ---- | -------- |
| Caneças               | 46,58 | 24,10 | 14,79 | 6,66 | 3,10 | 5 389    |
| Famões                | 48,06 | 26,64 | 11,20 | 6,48 | 2,28 | 4 028    |
| Odivelas              | 45,25 | 27,66 | 11,40 | 7,02 | 4,53 | 29 503   |
| Olival Basto          | 45,46 | 24,12 | 16,59 | 6,23 | 2,40 | 3 786    |
| Pontinha              | 50,15 | 21,91 | 14,09 | 6,13 | 3,30 | 13 283   |
| Póvoa de Santo Adrião | 42,06 | 28,73 | 12,07 | 7,70 | 5,30 | 8 502    |
| Ramada                | 45,40 | 28,06 | 10,64 | 7,45 | 3,64 | 7 353    |
| Odivelas              | 46,06 | 26,25 | 12,41 | 6,88 | 3,96 | 71 844   |

### Oeiras
| Partido                 | Partido                        | Votos   | %               | +/-  |
| ----------------------- | ------------------------------ | ------- | --------------- | ---- |
|                         | Partido Socialista             | 34 362  | 38,99 / 100,00  | 4,03 |
|                         | Partido Social Democrata       | 26 546  | 30,12 / 100,00  | 0,41 |
|                         | Coligação Democrática Unitária | 9 236   | 10,48 / 100,00  | 0,01 |
|                         | Partido Popular                | 8 312   | 9,43 / 100,00   | 1,28 |
|                         | Bloco de Esquerda              | 6 026   | 6,84 / 100,00   | Novo |
|                         | Outros                         | 1 818   | 2,06 / 100,00   |      |
| Votos Inválidos         | Votos Inválidos                | 1 827   | 2,07 / 100,00   | 0,38 |
| Total                   | Total                          | 88 127  | 100,00 / 100,00 |      |
| Eleitorado/Participação | Eleitorado/Participação        | 136 555 | 64,54 / 100,00  | 6,00 |

| Freguesia                    | %     | %     | %     | %     | %    | Votantes |
| Freguesia                    | PS    | PSD   | CDU   | PP    | BE   | Votantes |
| ---------------------------- | ----- | ----- | ----- | ----- | ---- | -------- |
| Algés                        | 37,02 | 32,88 | 9,54  | 10,39 | 6,70 | 12 456   |
| Barcarena                    | 45,47 | 23,21 | 14,46 | 7,51  | 4,45 | 6 204    |
| Carnaxide                    | 39,72 | 28,96 | 11,38 | 8,14  | 7,66 | 9 837    |
| Cruz Quebrada - Dafundo      | 45,25 | 23,90 | 14,11 | 7,23  | 6,11 | 3 996    |
| Linda-a-Velha                | 40,30 | 29,89 | 9,13  | 8,31  | 8,20 | 12 641   |
| Oeiras e São Julião da Barra | 34,69 | 34,57 | 8,12  | 11,07 | 7,59 | 19 799   |
| Paço de Arcos                | 35,74 | 31,20 | 9,43  | 12,09 | 6,87 | 11 652   |
| Porto Salvo                  | 47,39 | 21,89 | 15,00 | 6,04  | 4,77 | 5 807    |
| Queijas                      | 40,73 | 29,26 | 12,85 | 8,04  | 5,27 | 5 735    |
| Oeiras                       | 38,99 | 30,12 | 10,48 | 9,43  | 6,84 | 88 127   |

### Sintra
| Partido                 | Partido                        | Votos   | %               | +/-  |
| ----------------------- | ------------------------------ | ------- | --------------- | ---- |
|                         | Partido Socialista             | 66 969  | 45,13 / 100,00  | 0,63 |
|                         | Partido Social Democrata       | 37 639  | 25,36 / 100,00  | 2,43 |
|                         | Coligação Democrática Unitária | 18 640  | 12,56 / 100,00  | 0,75 |
|                         | Partido Popular                | 11 220  | 7,56 / 100,00   | 1,41 |
|                         | Bloco de Esquerda              | 7 080   | 4,77 / 100,00   | Novo |
|                         | Outros                         | 3 486   | 2,36 / 100,00   |      |
| Votos Inválidos         | Votos Inválidos                | 3 356   | 2,27 / 100,00   | 0,38 |
| Total                   | Total                          | 148 390 | 100,00 / 100,00 |      |
| Eleitorado/Participação | Eleitorado/Participação        | 242 717 | 61,14 / 100,00  | 7,14 |

| Freguesia                         | %     | %     | %     | %     | %    | Votantes |
| Freguesia                         | PS    | PSD   | CDU   | PP    | BE   | Votantes |
| --------------------------------- | ----- | ----- | ----- | ----- | ---- | -------- |
| Agualva-Cacém                     | 47,31 | 22,85 | 14,12 | 6,91  | 4,53 | 32 106   |
| Algueirão - Mem Martins           | 42,56 | 26,85 | 12,25 | 8,59  | 5,09 | 23 807   |
| Almargem do Bispo                 | 49,86 | 27,41 | 9,48  | 5,93  | 2,29 | 4 418    |
| Belas                             | 45,97 | 23,94 | 14,18 | 7,35  | 3,28 | 6 981    |
| Casal de Cambra                   | 47,49 | 26,11 | 11,48 | 6,58  | 2,47 | 4 163    |
| Colares                           | 42,22 | 32,36 | 5,87  | 10,45 | 4,03 | 3 427    |
| Massamá                           | 44,32 | 26,12 | 11,50 | 7,29  | 6,95 | 10 335   |
| Monte Abraão                      | 41,82 | 26,09 | 12,76 | 6,85  | 8,21 | 8 920    |
| Montelavar                        | 52,80 | 21,20 | 15,51 | 4,17  | 1,37 | 1 896    |
| Pero Pinheiro                     | 43,01 | 33,93 | 10,28 | 7,26  | 1,78 | 2 355    |
| Queluz                            | 45,33 | 22,80 | 15,12 | 7,04  | 5,41 | 15 052   |
| Rio de Mouro                      | 44,68 | 24,07 | 13,57 | 8,13  | 4,76 | 16 963   |
| São João das Lampas               | 42,38 | 31,72 | 9,14  | 7,94  | 2,53 | 4 070    |
| Sintra - Santa Maria e São Miguel | 42,89 | 28,46 | 9,33  | 8,69  | 6,51 | 5 050    |
| Sintra - São Martinho             | 47,89 | 27,83 | 7,44  | 8,40  | 3,54 | 2 796    |
| Sintra - São Pedro de Penaferrim  | 47,07 | 24,47 | 10,74 | 8,83  | 3,28 | 3 928    |
| Terrugem                          | 47,48 | 29,35 | 8,90  | 7,30  | 2,12 | 2 123    |
| Sintra                            | 45,13 | 25,36 | 12,56 | 7,56  | 4,77 | 148 390  |

### Sobral de Monte Agraço
| Partido                 | Partido                        | Votos | %               | +/-  |
| ----------------------- | ------------------------------ | ----- | --------------- | ---- |
|                         | Partido Socialista             | 1 730 | 43,48 / 100,00  | 2,32 |
|                         | Coligação Democrática Unitária | 876   | 22,02 / 100,00  | 0,44 |
|                         | Partido Social Democrata       | 804   | 20,21 / 100,00  | 2,22 |
|                         | Partido Popular                | 246   | 6,18 / 100,00   | 1,23 |
|                         | Bloco de Esquerda              | 99    | 2,49 / 100,00   | Novo |
|                         | PCTP/MRPP                      | 56    | 1,41 / 100,00   | 0,66 |
|                         | Outros                         | 78    | 1,96 / 100,00   |      |
| Votos Inválidos         | Votos Inválidos                | 90    | 2,27 / 100,00   | 0,15 |
| Total                   | Total                          | 3 979 | 100,00 / 100,00 |      |
| Eleitorado/Participação | Eleitorado/Participação        | 6 661 | 59,74 / 100,00  | 4,66 |

| Freguesia              | %     | %     | %     | %    | %    | %    | Votantes |
| Freguesia              | PS    | CDU   | PSD   | PP   | BE   | PCTP | Votantes |
| ---------------------- | ----- | ----- | ----- | ---- | ---- | ---- | -------- |
| Santo Quintino         | 45,30 | 24,15 | 17,75 | 5,80 | 1,67 | 1,80 | 1 499    |
| Sapataria              | 47,35 | 18,56 | 17,05 | 7,48 | 2,27 | 1,42 | 1 056    |
| Sobral de Monte Agraço | 38,69 | 22,33 | 25,14 | 5,62 | 3,51 | 0,98 | 1 424    |
| Sobral de Monte Agraço | 43,48 | 22,02 | 20,21 | 6,18 | 2,49 | 1,41 | 3 979    |

### Torres Vedras
| Partido                 | Partido                        | Votos  | %               | +/-  |
| ----------------------- | ------------------------------ | ------ | --------------- | ---- |
|                         | Partido Socialista             | 15 176 | 44,30 / 100,00  | 1,14 |
|                         | Partido Social Democrata       | 10 967 | 32,01 / 100,00  | 3,46 |
|                         | Coligação Democrática Unitária | 3 154  | 9,21 / 100,00   | 0,16 |
|                         | Partido Popular                | 2 617  | 7,64 / 100,00   | 0,26 |
|                         | Bloco de Esquerda              | 880    | 2,57 / 100,00   | Novo |
|                         | Outros                         | 769    | 2,24 / 100,00   |      |
| Votos Inválidos         | Votos Inválidos                | 698    | 2,04 / 100,00   | 0,10 |
| Total                   | Total                          | 34 261 | 100,00 / 100,00 |      |
| Eleitorado/Participação | Eleitorado/Participação        | 57 276 | 59,82 / 100,00  | 6,51 |

| Freguesia                                         | %     | %     | %     | %    | %    | Votantes |
| Freguesia                                         | PS    | PSD   | CDU   | PP   | BE   | Votantes |
| ------------------------------------------------- | ----- | ----- | ----- | ---- | ---- | -------- |
| A dos Cunhados                                    | 38,38 | 45,21 | 2,62  | 8,59 | 1,83 | 2 944    |
| Campelos                                          | 32,73 | 52,47 | 1,23  | 8,39 | 0,74 | 1 216    |
| Carmões                                           | 54,00 | 26,00 | 7,33  | 5,11 | 1,78 | 450      |
| Carvoeira                                         | 48,18 | 25,30 | 16,39 | 4,84 | 1,21 | 909      |
| Dois Portos                                       | 50,29 | 22,34 | 14,64 | 6,61 | 1,34 | 1 195    |
| Freiria                                           | 43,28 | 42,54 | 2,97  | 7,09 | 0,58 | 1 213    |
| Maceira                                           | 49,76 | 22,86 | 11,37 | 6,60 | 3,55 | 818      |
| Matacães                                          | 48,46 | 22,21 | 13,27 | 6,70 | 2,23 | 716      |
| Maxial                                            | 52,36 | 25,48 | 11,53 | 5,52 | 0,50 | 997      |
| Monte Redondo                                     | 49,36 | 22,75 | 14,16 | 7,30 | 1,50 | 466      |
| Ponte do Rol                                      | 50,76 | 32,35 | 4,40  | 7,10 | 1,35 | 1 113    |
| Ramalhal                                          | 49,75 | 26,24 | 10,45 | 7,15 | 2,11 | 1 608    |
| Runa                                              | 41,99 | 23,02 | 21,31 | 7,00 | 3,11 | 643      |
| São Pedro da Cadeira                              | 48,72 | 33,88 | 5,40  | 6,44 | 0,60 | 1 833    |
| Silveira                                          | 41,57 | 36,56 | 5,34  | 9,84 | 2,59 | 3 091    |
| Torres Vedras (St.ª Maria do Castelo e S. Miguel) | 48,93 | 24,94 | 14,16 | 5,97 | 2,23 | 2 514    |
| Torres Vedras (São Pedro e Santiago)              | 38,82 | 30,24 | 12,31 | 8,75 | 5,42 | 8 581    |
| Turcifal                                          | 56,46 | 21,23 | 9,85  | 7,15 | 1,17 | 1 371    |
| Ventosa                                           | 45,95 | 37,48 | 5,23  | 6,93 | 0,81 | 2 583    |
| Torres Vedras                                     | 44,30 | 32,01 | 9,21  | 7,64 | 2,57 | 34 261   |

### Vila Franca de Xira
| Partido                 | Partido                        | Votos  | %               | +/-  |
| ----------------------- | ------------------------------ | ------ | --------------- | ---- |
|                         | Partido Socialista             | 27 830 | 47,88 / 100,00  | 0,16 |
|                         | Coligação Democrática Unitária | 12 216 | 21,02 / 100,00  | 0,18 |
|                         | Partido Social Democrata       | 10 785 | 18,55 / 100,00  | 1,26 |
|                         | Partido Popular                | 3 052  | 5,25 / 100,00   | 1,38 |
|                         | Bloco de Esquerda              | 2 025  | 3,48 / 100,00   | Novo |
|                         | Outros                         | 1 126  | 1,93 / 100,00   |      |
| Votos Inválidos         | Votos Inválidos                | 1 093  | 1,88 / 100,00   | 0,22 |
| Total                   | Total                          | 58 127 | 100,00 / 100,00 |      |
| Eleitorado/Participação | Eleitorado/Participação        | 92 118 | 63,10 / 100,00  | 6,67 |

| Freguesia               | %     | %     | %     | %    | %    | Votantes |
| Freguesia               | PS    | CDU   | PSD   | PP   | BE   | Votantes |
| ----------------------- | ----- | ----- | ----- | ---- | ---- | -------- |
| Alhandra                | 45,82 | 29,80 | 12,85 | 4,02 | 3,73 | 4 483    |
| Alverca do Ribatejo     | 48,27 | 22,49 | 17,24 | 4,31 | 3,84 | 13 790   |
| Cachoeiras              | 51,97 | 26,11 | 10,34 | 3,45 | 1,72 | 406      |
| Calhandriz              | 54,02 | 21,31 | 14,95 | 3,18 | 2,24 | 535      |
| Castanheira do Ribatejo | 51,66 | 20,05 | 16,99 | 5,74 | 1,99 | 3 467    |
| Forte da Casa           | 48,20 | 14,35 | 23,86 | 6,69 | 3,23 | 5 351    |
| Póvoa de Santa Iria     | 48,69 | 17,40 | 20,65 | 5,63 | 4,08 | 9 394    |
| São João dos Montes     | 45,95 | 29,53 | 13,82 | 4,12 | 2,56 | 2 113    |
| Sobralinho              | 54,81 | 23,59 | 12,07 | 3,71 | 1,94 | 2 213    |
| Vialonga                | 44,34 | 24,89 | 18,08 | 5,58 | 2,50 | 6 489    |
| Vila Franca de Xira     | 46,68 | 17,20 | 21,96 | 6,36 | 4,30 | 9 886    |
| Vila Franca de Xira     | 47,88 | 21,02 | 18,55 | 5,25 | 3,48 | 58 127   |